# سيلينات

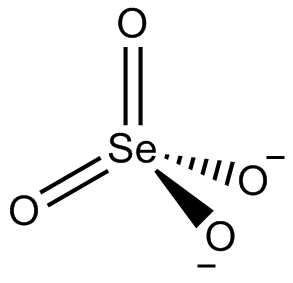
بنية أيون السيلينات

السيلينات هو أنيون أكسجيني (أيون سالب) يتكون من السيلينيوم والأكسجين صيغته 2−SeO4، وهو ملح حمض السيلينيك H2SeO4. تسمى الأملاح الحاوية في تركيبها على هذا الأيون باسم أملاح السيلينات، ومن الأمثلة عليها مركبا سيلينات البوتاسيوم K2SeO4 وسيلينات الصوديوم Na2SeO4.

## الخواص
يشبه أيون السيلينات في خواصه أيون الكبريتات، إذ له بنية مناظرة، كما أنه عموماً ضعيف الانحلالية في الماء؛ لكنه ذو خواص مؤكسدة أقوى. في الأوساط الحمضية يتشكل أيون السيلينات الهيدروجيني −HSeO4.

## التحضير
تحضر أملاح السيلينات من أكسدة أملاح السيلينيت، كم في مثال تحضير سيلينات البوتاسيوم:
{\displaystyle \mathrm {SeO_{2}+2\ KOH\longrightarrow K_{2}SeO_{3}+H_{2}O} }
{\displaystyle \mathrm {K_{2}SeO_{3}+Br_{2}+2\ KOH\longrightarrow K_{2}SeO_{4}+2\ KBr+H_{2}O} }